# أولاد عبد الله بن عسو (حاسي بركان)
أولاد عبد الله بن عسو هي إحدى مشيخات المملكة المغربية، تتبع جغرافيا لإقليم الناظور وإداريًا لحاسي بركان. يقدر عدد سكانها بـ 924 نسمة حسب الإحصاء الرسمي للسكان والسكنى لسنة 2004.